# Ruwa Patera
La Ruwa Patera è una struttura geologica della superficie di Io.